# Sipho Twala
Sipho Mandla Agmatira Twala (ur. w 1968 w Durbanie) - południowoafrykański seryjny morderca i gwałciciel, zwany Dusicielem z Phoenix. W latach 1994–1997 zamordował dziewiętnaście kobiet.

## Życiorys
Sipho Twala był rolnikiem, żyjącym w małej trzyizbowej zagrodzie w zuluskiej osadzie Kwa Mashu. Mieszkał z matką, siostrą i szwagrem. Sipho był inteligentny, władał kilkoma miejscowymi językami, ale nie posiadał żadnego wykształcenia. Ukończył zaledwie pierwszy etap szkoły podstawowej i sam uczył się czytać i pisać. Opierając się na lokalnych tradycjach, cyklach wegetatywnych i elementach zuluskiej kultury w ciągu zaledwie roku zamordował 19 młodych kobiet, unikając nie tylko aresztowania, ale również wszelkich podejrzeń. Matka opisywała go jako normalne dziecko, dżentelmena, który był bardzo pomocny przy pracach domowych. Twala był "tradycyjnym" Zulusem, mieszkającym na przedmieściach dynamicznie rozwijającego się Durbanu.

## Zabójstwa
Jak wielu innych seryjnych morderców, Twala od dzieciństwa fascynował się zabijaniem, ale twierdził, że dopiero wykonany przez jego dziewczynę zabieg aborcji wyzwolił w nim żądzę realizacji swych fantazji. Czarujący, śmiały i wygadany Spiho potrafił przekonywać poszukujące pracy kobiety, że jest w stanie załatwić im dobrze płatne zajęcie w okolicy. Jego celem były kobiety z plemienia Zulu. Trafiał do nich używając lokalnego narzecza, co pozwalało, że czuły się pewniej i bezpieczniej. Był w stanie przekonać kobiety, by szły z nim na pola trzcinowe u podnóży Mount Edgecombe, w których sąsiedztwie znajdował się jego dom – tam właśnie gwałcił je i dusił. Sposób wiązania ich wskazywał na rozwój fascynacji Twali metodami krępowania ofiar. Odzież ofiar stanowiła dla niego trofeum. Dzięki temu policja była w stanie powiązać ze sobą zbrodnie i sformułować akt oskarżenia. Po powrocie do domu, splatał odzież i bieliznę ofiar w różnego rodzaju sznury i węzły, których używał do następnych zabójstw. Miał obsesję na punkcie wiązania i krępowania. Twala mordował na polach trzcinowych, bo czuł się tam pewnie, nawet po odnalezieniu pierwszego ciała droczył się z policją, porzucając ciała w tych samych miejscach. Często z oddali przyglądał się policji przeszukującej teren w poszukiwaniu dowodów zbrodni, siedząc wygodnie w swojej zagrodzie.

## Śledztwo
Miki Pisorius, najwybitniejsza psycholog kryminalna w Południowej Afryce opracowała profil zabójcy w niecały miesiąc od rozpoczęcia śledztwa, to był jej pierwszy profil jaki napisała zupełnie samodzielnie. Profil był dokładny, doskonale oddawał cechy osobowości Twali. Jedyna nieścisłością było wykształcenie, które oceniła nieco wyżej. Była niemal pewna, że zabójca i jego ofiary są z tego samego plemienia. Rankiem 29 sierpnia 1997 oddziały policji wkroczyły do jego osady. Badanie próbek DNA powiązało go ze zbrodniami. Zgodnie z prawem RPA te dowody były wystarczające aby go oskarżyć, ale śledczy postanowił uzyskać od niego pełne zeznanie. Twala złożył pełne zeznania w ciągu 45 minut.

## Rozprawa
Pierwsza ofiara, której udało się uciec, była kluczowym świadkiem oskarżenia. Ale było ono zagrożone, kiedy okazało się, że zniknęła. Kobieta od czasu napadu wielokrotnie zmieniała pracę oraz miejsce zamieszkania. Ostatecznie jednak sąd uznał go za winnego 16 zabójstw i skazał na 506 lat więzienia.